# Шёрер, Карл
Карл (Альфред) Шёрер (нем. Karl Alfred Scheurer; 27 сентября 1872 года, Эрлах, кантон Берн, Швейцария — 14 ноября 1929 года, Берн, Швейцария) — швейцарский политик, президент.

## Биография
Шёрер окончил юридический факультет в Берне и получил патент адвоката. В 1897 году он открыл свою юридическую контору в Берне. С 1901 года был членом Большого совета кантона Берн, а в 1910 году перешёл в правительство кантона Берн, где он сначала возглавлял департаменты юстиции и военный, а затем финансов. С 1911 года он также избирался в Национальный совет. 11 декабря 1919 года избран в Федеральный совет. В правительстве Шёрер отвечал за военный департамент.
- 1 июня 1913 — 31 мая 1914 — президент Кантонального совета Берна.
- 11 декабря 1919 — 14 ноября 1929 — член Федерального совета Швейцарии.
- 1 января 1920 — 14 ноября 1929 — начальник военного департамента.
- 1 января — 31 декабря 1922 — вице-президент Швейцарии.
- 1 января — 31 декабря 1923 — президент Швейцарии.
- 1 января — 14 ноября 1929 — вице-президент Швейцарии.